# Hrby
Hrby är ett berg i Tjeckien.   Det ligger i regionen Mellersta Böhmen, i den centrala delen av landet, 60 km söder om huvudstaden Prag. Toppen på Hrby är 634 meter över havet, eller 124 meter över den omgivande terrängen. Bredden vid basen är 6,5 km.
Terrängen runt Hrby är platt åt sydost, men åt nordväst är den kuperad. Runt Hrby är det ganska glesbefolkat, med 35 invånare per kvadratkilometer. Närmaste större samhälle är Milevsko, 14,9 km sydost om Hrby. Omgivningarna runt Hrby är en mosaik av jordbruksmark och naturlig växtlighet.